# Gastroserica kabakovi
Gastroserica kabakovi är en skalbaggsart som beskrevs av Ahrens 2002. Gastroserica kabakovi ingår i släktet Gastroserica och familjen Melolonthidae. Inga underarter finns listade i Catalogue of Life.